# Антон Бернард
Антон Бернард (итал. Anton Bernard — Болцано, 18. април 1989) професионални је италијански хокејаш на леду који игра на позицији деснокрилног и централног нападача.
Највећи део каријере провео је у екипи Болцана са којом је освојио 2 титуле првака Италије, 2 Суперкупа и 1 Куп Италије, те титулу победника ЕБЕЛ лиге у сезони 2013/14.
У дресу сениорске репрезентације Италије дебитовао је на светском првенству 2012. године.